# Nidularium
Nidularium es un género de plantas con flores de la familia  Bromeliaceae, subfamilia Bromelioideae.  Son nativos de la selva lluviosa y tropical de Brasil. A menudo se la confunde con Neoregelia a la que se asemeja, esta planta fue descrita en 1854.   Comprende 164 especies descritas y de estas, solo 50 aceptadas.

## Descripción
Son plantas ornamentales de invernadero. La hojas reunidas en apretadas rosetas; son muy largas, fuertes y casi suculentas, con bordes dentados; de color verde oscuro y brillantes; las hojas centrales son más cortas que las otras y asumen coloraciones muy vivas en distintos tonos de rojo. Las flores se reúnen en inflorescencias bastante hermosas; pueden ser blancas, moradas o azules. La floración tiene efecto en distintas épocas, según el ambiente en que vivan las plantas; por lo general, ocurre en invierno.

## Usos
Cultivada como planta de interior o de invernadero. Puede exponerse a la luz, pero no al sol. El terreno debe estar compuesto de tierra de jardín mezclada con 1/3 de turba y 1/3 de tierra de hojas y arena.
El cambio de maceta se realiza en cuanto ha terminado la floración, de ser posible al final del invierno. La multiplicación se realiza mediante la separación de las nuevas plantitas que nacen junto a la planta madre.

## Taxonomía
El género fue descrito por Charles Lemaire y publicado en Proceedings of the American Academy of Arts and Sciences 70: 151. 1935. La especie tipo es: Nidularium fulgens Lemaire
Etimología
Nidularium; nombre genérico para describir la forma de nido de su inflorescencia (del latín nidulus = pequeño nido).

## Especies aceptadas
A continuación se brinda un listado de las especies del género Nidularium aceptadas hasta octubre de 2013, ordenadas alfabéticamente. Para cada una se indica el nombre binomial seguido del autor, abreviado según las convenciones y usos.
| - Nidularium albiflorum (L.B. Smith) Leme - Nidularium altimontanum Leme - Nidularium alvimii W. Weber - Nidularium amazonicum (Baker) Linden & E. Morren ex Lindman - Nidularium amorimii Leme - Nidularium angustibracteatum Leme - Nidularium angustifolium Ule - Nidularium antoineanum Wawra - Nidularium apiculatum L.B. Smith - var. serrulatum L.B. Smith - Nidularium atalaiaense E. Pereira & Leme - Nidularium azureum (L.B. Smith) Leme - Nidularium bicolor (E. Pereira) Leme - Nidularium bocainense Leme - Nidularium campo-alegrense Leme - Nidularium campos-portoi (L.B. Smith) Wanderley & B.A. Moreira - var. robustum (E. Pereira & I.A. Penna) Leme - Nidularium cariacicaense (W. Weber) Leme - Nidularium catarinense Leme - Nidularium corallinum (Leme) Leme - Nidularium espiritosantense Leme - Nidularium ferdinando-coburgii Wawra - Nidularium ferrugineum Leme - Nidularium fradense Leme | - Nidularium fulgens Lemaire - Nidularium innocentii Lemaire - var. lineatum (Mez) L.B. Smith - var. striatum (W. Bull) Wittmack - Nidularium itatiaiae L.B. Smith - Nidularium jonesianum Leme - Nidularium kautskyanum Leme - Nidularium krisgreeniae Leme - Nidularium linehamii Leme - Nidularium longiflorum Ule - Nidularium mangaratibense Leme - Nidularium marigoi Leme - Nidularium meeanum Leme, Wanderley & Mollo - Nidularium minutum Mez - Nidularium organense Leme - Nidularium picinguabense Leme - Nidularium procerum Lindman - Nidularium purpureum Beer - Nidularium rosulatum Ule - Nidularium rubens Mez - Nidularium rutilans E. Morren - Nidularium scheremetiewii Regel - Nidularium serratum Leme - Nidularium utriculosum Ule - Nidularium viridipetalum Leme |

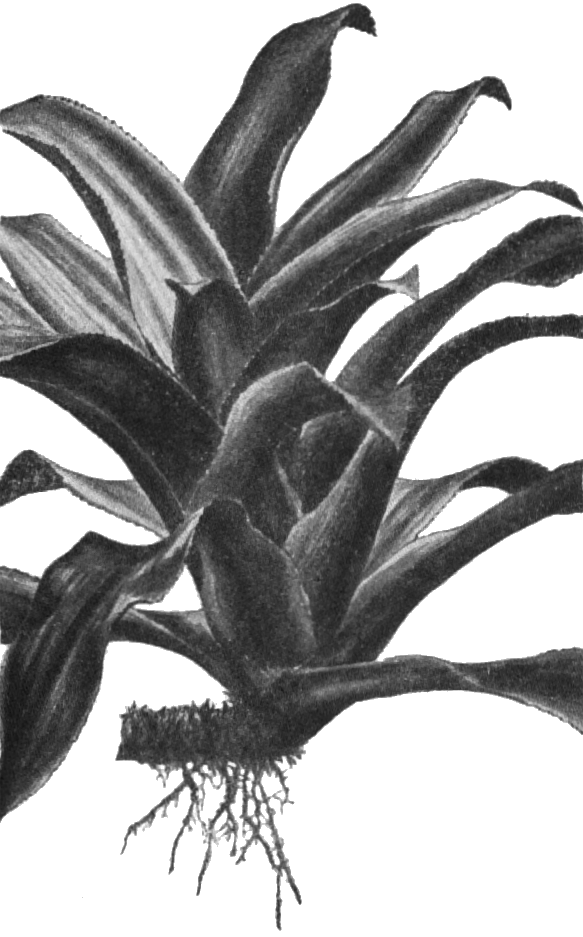
Nidularium innocentii
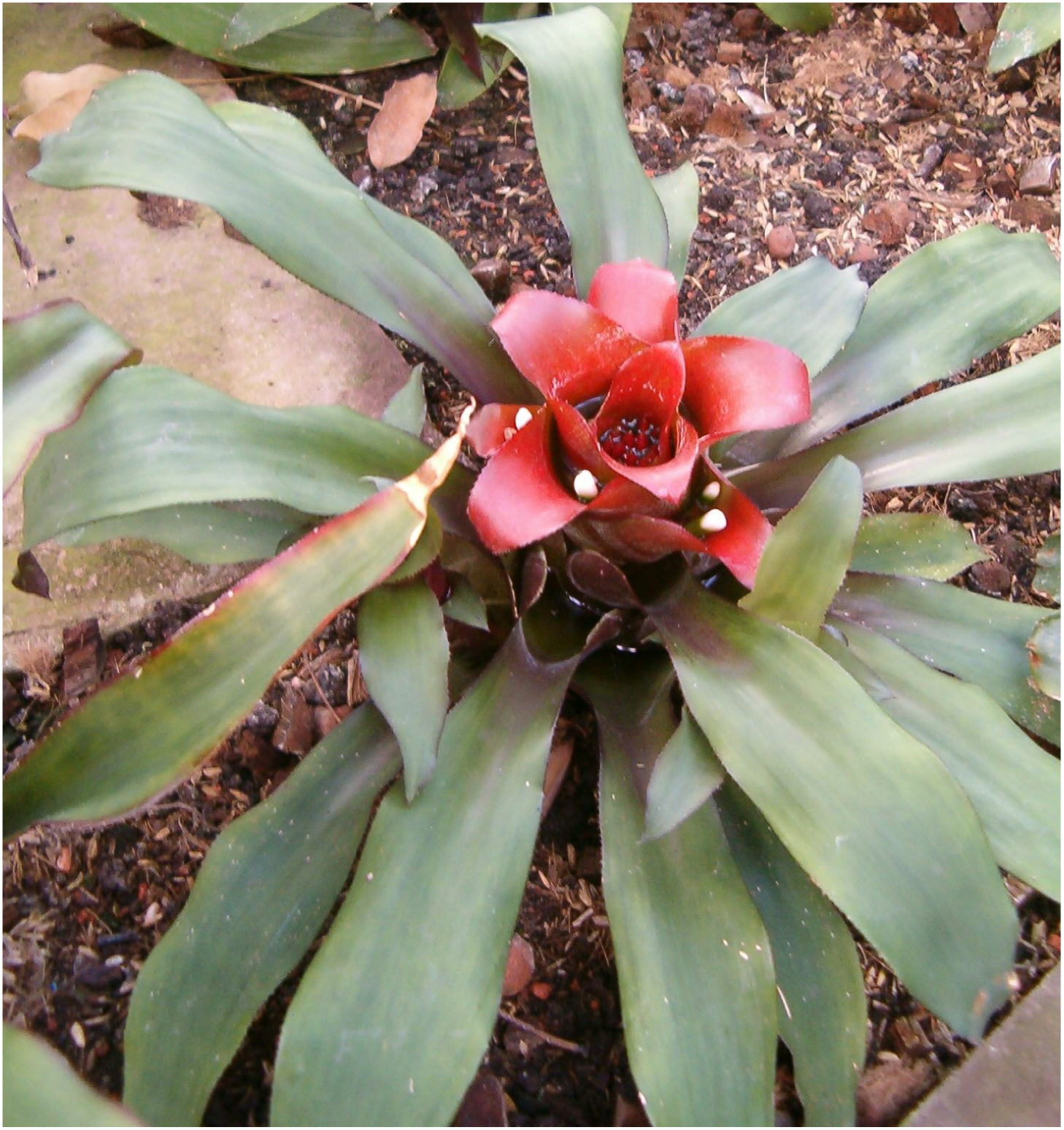
Nidularium innocentii innocentii
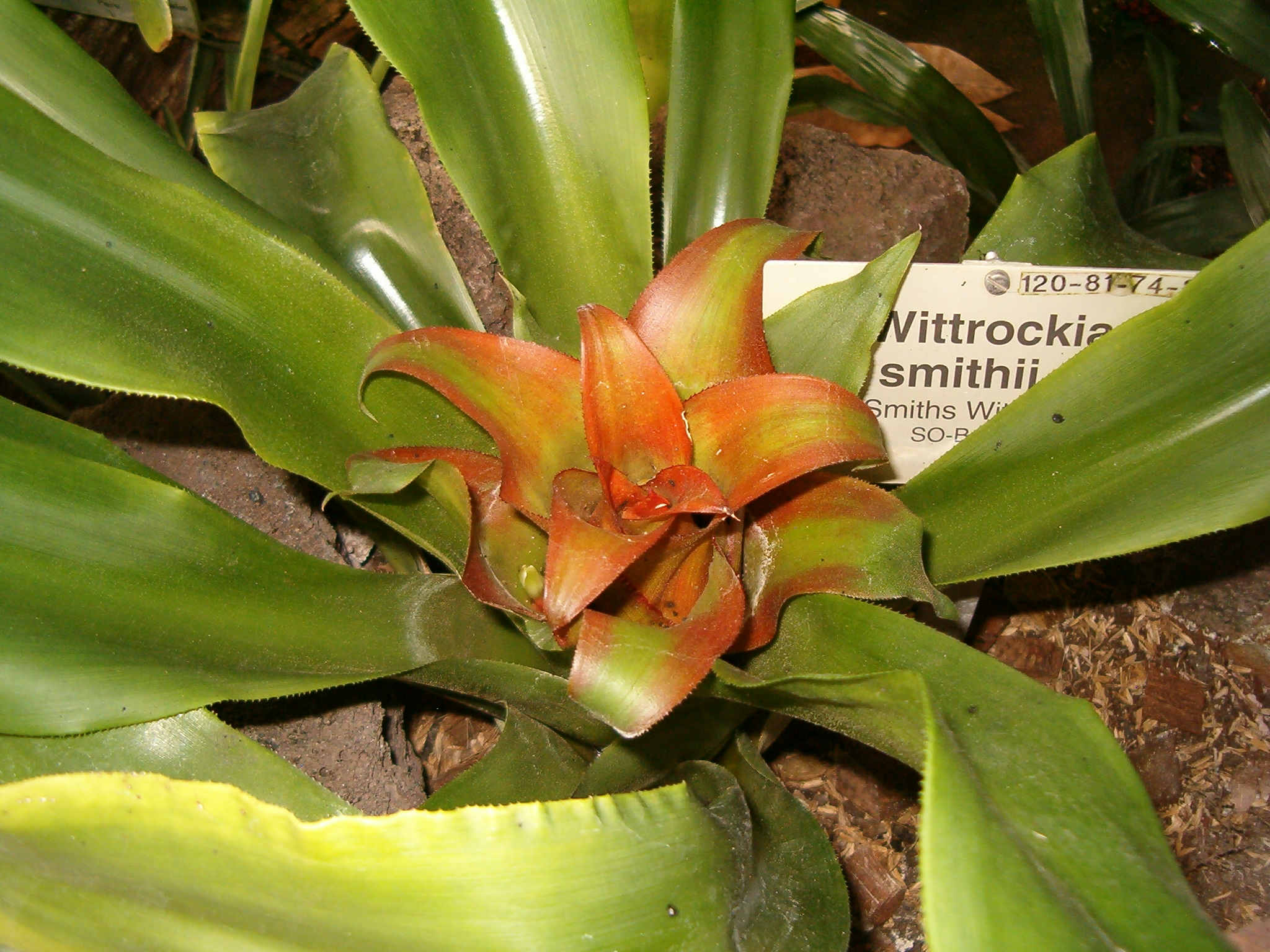
Nidularium amazonicum

## Cultivadas
- Nidularium 'Casimir Morobe'
- Nidularium 'Chantrieri'
- Nidularium 'Cherry Road'
- Nidularium 'Digeneum'
- Nidularium 'Don Roberts'
- Nidularium 'Elfriede'
- Nidularium 'Flamingo'
- Nidularium 'Francois Spae'
- Nidularium 'Karamea Morobe'
- Nidularium 'Krakatoa'
- Nidularium 'Leprosa'
- Nidularium 'Litmus'
- Nidularium 'Lubbersianum'
- Nidularium 'Madame Robert Morobe'
- Nidularium 'Madonna'
- Nidularium 'Miranda'
- Nidularium 'Nana'
- Nidularium 'Odd Ball'
- Nidularium 'Orange Bract'
- Nidularium 'RaRu'
- Nidularium 'Red Queen'
- Nidularium 'Regal Lady'
- Nidularium 'Robert Reilly'
- Nidularium 'Ruby Lee'
- Nidularium 'Ruby Lee Too'
- Nidularium 'Rusty'
- Nidularium 'Sao Paulo'
- Nidularium 'Something Special'
- Nidularium 'Stripes'
- Nidularium 'Vienna'